# Recetto
Recetto là một đô thị ở tỉnh Novara ở vùng Piedmont của Ý, tọa lạc cách 70 km về phía đông bắc của Torino và khoảng 14 km về phía tây của Novara. Tại thời điểm ngày 31 tháng 12 năm 2004, đô thị này có dân số 865 người và diện tích là 8,8 km².
Recetto giáp các đô thị: Arborio, Biandrate, Greggio, San Nazzaro Sesia, và Vicolungo.